# Obra de referència

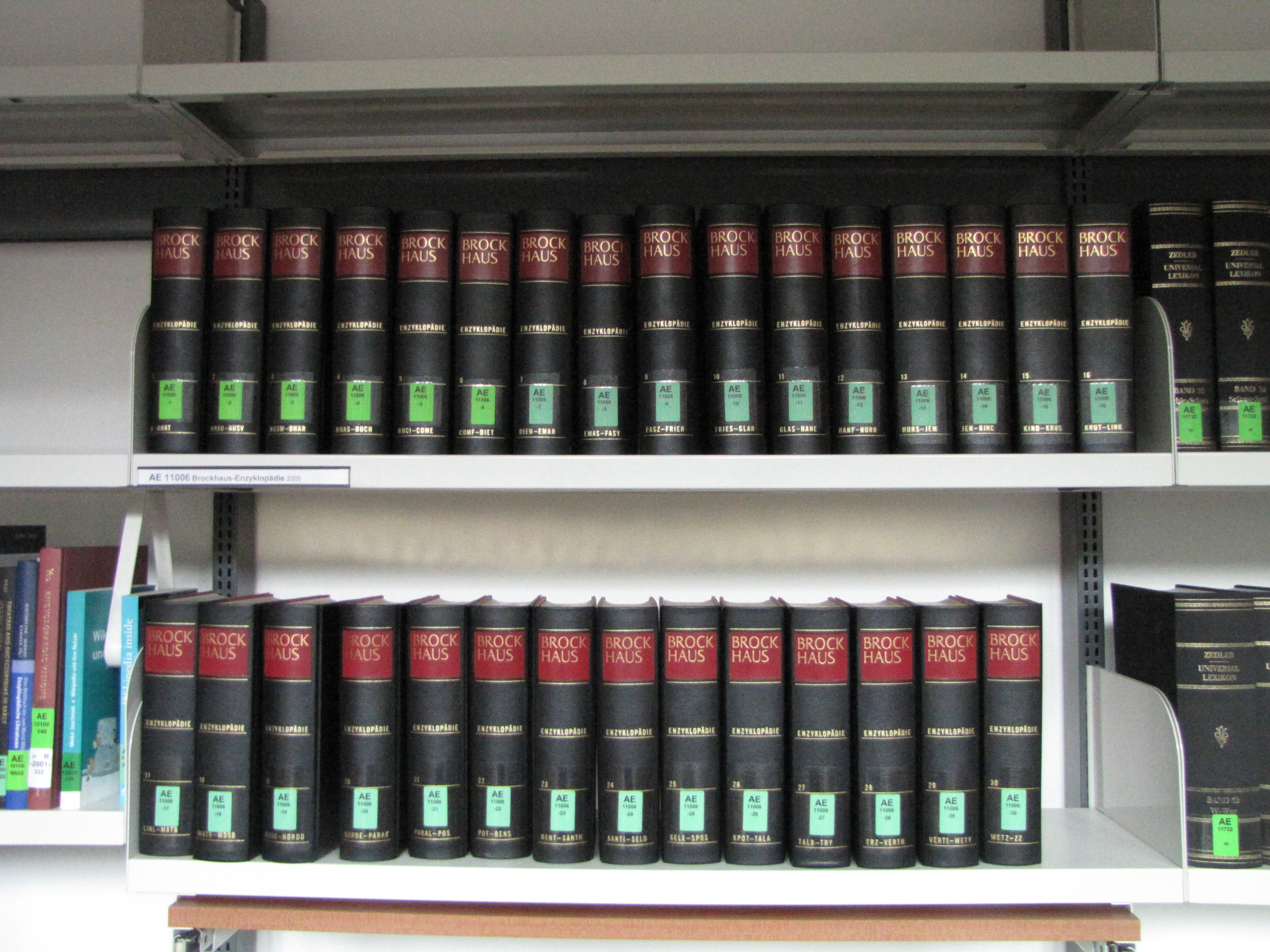
The Brockhaus Enzyklopädie, l'obra de referència més coneguda entre els parlants d'alemany

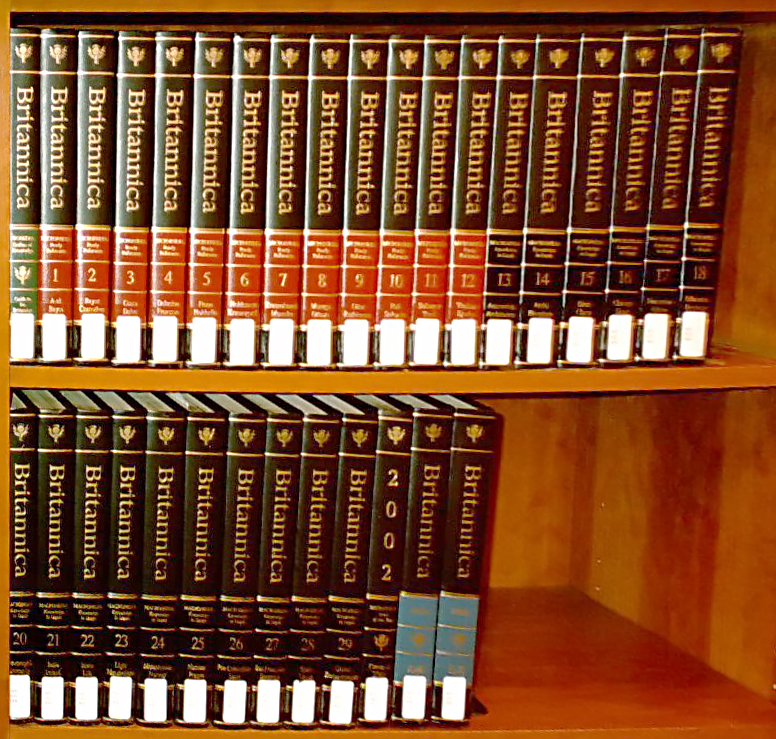
Encyclopædia Britannica, 15th edition: volum de Propedia (verd), Micropedia (roig), Macropedia, i l'índex en dos volums (blau)

Una obra de referència o obra de consulta és un llibre, obra periòdica o una publicació electrònica en la qual una persona pot fer referència per confirmar fets. Es pretén que la informació es trobi ràpidament quan es necessiti. L'estil usat en aquests treballs és l'estil informatiu, els autors eviten usar la primera persona i eviten emfatitzar els fets. Moltes obres d'aquest tipus estan compilades per un equip de col·laboradors i coordinades pels editors. En alguns casos es tracta d'anuaris (com per exemple, Whitaker's Almanack, Who's Who). Les obres de referència inclouen diccionaris, tresors, enciclopèdia, almanacs, bibliografies, i catàlegs (per exemple, catàlegs de bblioteques,d'obres de museus). Moltes obres de referència estan disponibles en formats electrònics i es poden obtenir com aplicació de programari, CD-ROMs, DVDs, o en línia per Internet.